# BSAT-4a廣播衛星
BSAT-4a，為日本一枚仍在使用的的廣播衛星，由日本廣播衛星系統公司持有，於2017年升空，亦是該國首枚針對4K8K電視廣播而設的同類衛星。目前，此衛星定位於東經110°E的婆羅洲上空，與另外四枚衛星一同透過Ku波段，轉播日本各數碼衛星電視頻道。

## 概況
與前型不同，BSAT-4系列衛星（包括此衛星及BSAT-4b）由美國SSL公司製造，並採用該公司研製的SSL 1300衛星平台，其尺寸為5.1米 × 2.7米 × 3.1米。
而在有效載荷方面，此廣播衛星設有24個轉發器，較前型的12個增加一倍，但行波管功率不詳。而在其他裝置方面，BSAT-4a兩側各有一組三塊的太陽能板，並在底部裝有姿態控制引擎，其推力最高達490N。

## 历史
為配合在2020年東京奧運前推展4K8K衛星轉播服務，並替代壽命即將屆滿的BSAT-3a廣播衛星，廣播衛星系統公司於2015年6月下訂一枚新廣播衛星，並於同年9月委託亞利安空間公司發射該衛星。
至2017年8月4日，BSAT-4c衛星送抵圭亞那太空中心，隨後於9月26日與國際通訊衛星37e，一併由亞利安5 ECA VA-239運載火箭搭載升空，並於同月11月16日進入預定軌道，開展為期一年的試播工作。
2018年12月1日，隨著日本4K8K衛星電視啟播，BSAT-4a亦正式投入運作。